# Hohe Warte Stadion
Hohe Warte Stadium – wielofunkcyjny stadion, położony w Wiedniu, Austria. Oddany został do użytku w 1921 roku. Od tego czasu swoje mecze na tym obiekcie rozgrywa zespół piłkarski First Vienna FC. Jego pojemność wynosi 5 500 miejsc.